# Flaujac-Poujols

Flaujac-Poujols este o comună în departamentul Lot din sudul Franței. În 2009 avea o populație de 694 de locuitori.

## Evoluția populației
| An        | 1975 | 1982 | 1990 | 1999 | 2006 | 2009 |
| --------- | ---- | ---- | ---- | ---- | ---- | ---- |
| Populație | 260  | 448  | 561  | 584  | 661  | 694  |